# نووی کویوک
نووی کویوک (انگلیسی: Novy Kuyuk) یک شهرک در شهرستان یانائولسکی استان باشقیرستان کشور روسیه است.